# Incertezza di definizione
L'incertezza di definizione (in inglese: definitional uncertainty; in francese: incertitude définitionnelle) è la componente dell'incertezza di misura che deriva dalla quantità finita di dettagli presenti nella definizione di un misurando
L'incertezza di definizione è un nuovo termine introdotto nella terza edizione (2008) del Vocabolario Internazionale di Metrologia. Nella Guida ISO/IEC 98-3:2008 e nella norma IEC 60359, il concetto di incertezza di definizione è indicato con il termine «incertezza intrinseca» (in inglese: intrinsic uncertainty). In pratica, l'incertezza di definizione è il limite inferiore dell'incertezza di misura per qualsiasi misurazione di un dato misurando. Qualsiasi modifica nei dettagli descrittivi dell'incertezza di misura implica una differente incertezza di definizione..